# Toulouse Lautrec, en Villeneuve-sur-Yonne, con los Natanson
Retrato de Toulouse Lautrec, en Villeneuve-sur-Yonne, con los Natanson, a veces denominado Toulouse-Lautrec cocinando, es una pintura de 1898 de Édouard Vuillard. La obra muestra a Henri de Toulouse-Lautrec cocinando durante sus vacaciones en la cocina de Les Relais, la casa de campo del mecenas de Vuillard, Thadée Natanson, en Villeneuve-sur-Yonne. El cuadro se conserva en el Museo Toulouse-Lautrec, en Albi.

## Fondo
En la década de 1890, Édouard Vuillard (1868-1940) produjo obras activamente mientras estaba de vacaciones en la campiña francesa, durante la villégiature. La villégiature, o vacaciones, generalmente implicaba que parisinos como Vuillard salían de la ciudad en verano y se iban de vacaciones al campo con amigos cercanos y familiares, pero a diferencia de unas vacaciones turísticas que implicaban actividades que se hicieron famosas por el trabajo de un artista como Claude Monet (paseos, pícnics, pesca, remo, vela), el tipo de pinturas que Vuillard hizo durante sus villégiature se caracterizaban por el descanso, la tranquilidad y la ausencia de novedad, centrándose en lo acostumbrado, lo que le permitió a Vuillard producir muchos paisajes e interiores en el campo.
En 1891, el dramaturgo y escritor Pierre Veber (1869-1942) presentó a Vuillard a su mecenas Thadée Natanson, quien, junto con su hermano Alfred, dirigía La Revue Blanche, la revista de arte y literatura más importante de su época. Ese mismo año, Vuillard comenzó a exponer su obra en las oficinas de la revista, atrayendo la atención de la vanguardia y la aprobación de la crítica. En 1893, Thadée Natanson se casó con Misia Godebska (1872-1950) y juntos ampliaron el alcance de la revista a un salón en sus distintos hogares, algo que Vuillard documentaría en su propia obra (Salon Natanson, 1897). Con Vuillard y Lautrec como invitados habituales, el círculo de Natanson incluía a Pierre Bonnard, Félix Vallotton y los postimpresionistas conocidos como Nabis. 
Vuillard y su colega Henri de Toulouse-Lautrec (1864-1901) se conocieron por primera vez a principios de la década de 1890 debido a su asociación con La Revue Blanche, y Lautrec contribuyó por primera vez con obras de arte a la revista en 1894. Ese mismo año, Vuillard recibió un encargo de artes decorativas de Alexandre Natanson para instalarlo en su casa, requiriéndole producir nueve paneles de escenas que representaran parques franceses. En 1896, Vuillard y Lautrec comenzaron a visitar la finca La Grangette de Natanson en Valvins. Al año siguiente, los Natanson alquilaron Les Relais, una finca rural en Villeneuve-sur-Yonne, donde Vuillard y Lautrec continuaron su anterior tradición de visitas campestres. Se decía que Misia, la joven esposa de Thadée, había sido la musa de Vuillard, un tema para muchas de sus obras y un amor no correspondido y nunca consumado. Lautrec también apreciaba a Misia y le mostró un gran afecto, pintándola frecuentemente junto con Vuillard.

## Descripción
Lautrec es representado en un raro estado de sobriedad, habiendo dejado temporalmente de beber durante las breves vacaciones para dedicarse a cocinar en Les Relais, la casa de campo de los Natanson. Su vestimenta, compuesta por un sombrero de fieltro gris, pantalones de agua de hule amarillo, camisa roja y pañuelo al cuello, parece ser ropa de lluvia, ya que se produjo una gran tormenta el día de la pintura. En el cuadro, Lautrec está cocinando un plato de langosta, posiblemente homard à l'américaine. Dentro de la familia Natanson, Lautrec será recordado por preparar langosta en la cocina de Les Relais. Como gran aficionado a los mariscos, se decía que la langosta era el plato favorito del pintor.

## Intento de rehabilitación

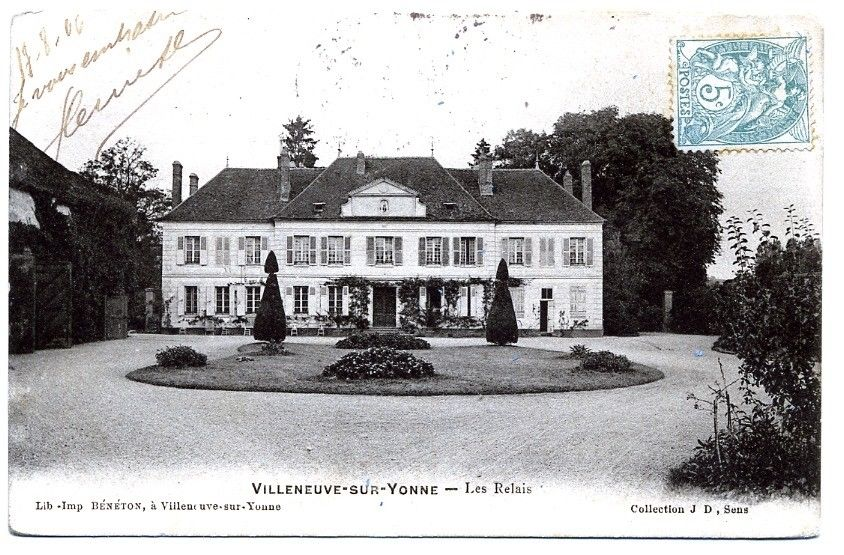
Les Relais (1906).

Los Natanson intentaron ayudar a Lautrec a abordar su visible y continua lucha contra el alcoholismo proporcionándole un ambiente libre de bebidas alcohólicas en Les Relais para su convalecencia. Hay informes de que Lautrec estaba pasando por un proceso de abstinencia en Les Relais, con su comportamiento a veces mostrando signos de delirium tremens. En un incidente reportado, Lautrec experimentó alucinaciones que le hicieron ver arañas arrastrándose dentro de la casa. En respuesta a lo que pensó que era un ataque arácnido, Lautrec disparó su arma de fuego en defensa propia.

## Lautrec y las artes culinarias
Al igual que Claude Monet, Lautrec era conocido tanto por su arte como por su cocina. La historiadora culinaria Alexandra Leaf destaca a Monet y Lautrec como los dos "gourmets más serios" entre sus pares. El amor de Lautrec por la cocina proviene de su educación familiar y de su primera infancia, donde aprendió por primera vez la importancia de la gastronomía.
Estos valores llevarían a Lautrec a combinar las artes visuales y culinarias, generalmente mediante una celebración formal del lanzamiento de nuevas obras de arte, dando como resultado las fiestas más legendarias para las que diseñó el menú (tarjetas y folletos que a menudo eran obras de arte en sí mismas), compró y preparó la comida y creó y a menudo inventó cócteles completamente nuevos. La fiesta más famosa de Lautrec, celebrada en la casa parisina de Natanson en febrero de 1895, a menudo se considera una de las fiestas más notorias de la historia del arte. Se invitó a 300 invitados y se sirvieron 2.000 cócteles, todos acompañados de guarniciones de bocados gourmet, con Lautrec trabajando diligentemente como único chef y barman, vestido con una chaqueta de lino blanca, con la cabeza recién afeitada al cero y sin barba. Irónicamente, al amanecer, Lautrec parecía ser el único que seguía despierto y sobrio.
Lautrec formaba parte de un grupo de gourmets, formado inicialmente por Gustave Geffroy (1855-1926), el historiador de los impresionistas, y Claude Monet, que se reunían todos los viernes por la noche para cenar en Drouant, un restaurante en el barrio del Palais Garnier. Después de la muerte de Lautrec, su buen amigo Maurice Joyant publicó su colección de recetas en el libro La Cuisine de Monsieur Momo, Célibataire (1930), con un frontispicio en color de Toulouse Lautrec cocinando de Vuillard. Fue reeditada en 1966 como L'art de la Cuisine. El recetario incluye 150 recetas, muchas de las cuales eran platos emblemáticos de Lautrec, como la "ensalada catalana". El historiador del arte Charles Stuckey lo describe como el primer libro de cocina publicado por un artista, aunque póstumamente.

## Influencias
Los historiadores del arte consideran el cuadro influenciado por la obra de Diego Velázquez (1599-1660), particularmente su serie de retratos presentando personas con enanismo; la pintura de género del siglo XVII de los Bamboccianti, caracterizada por temas campesinos cotidianos como personas preparando comida; y la obra del realista francés Théodule Ribot (1823-1891), conocido por pintar cocinas y cocineros.

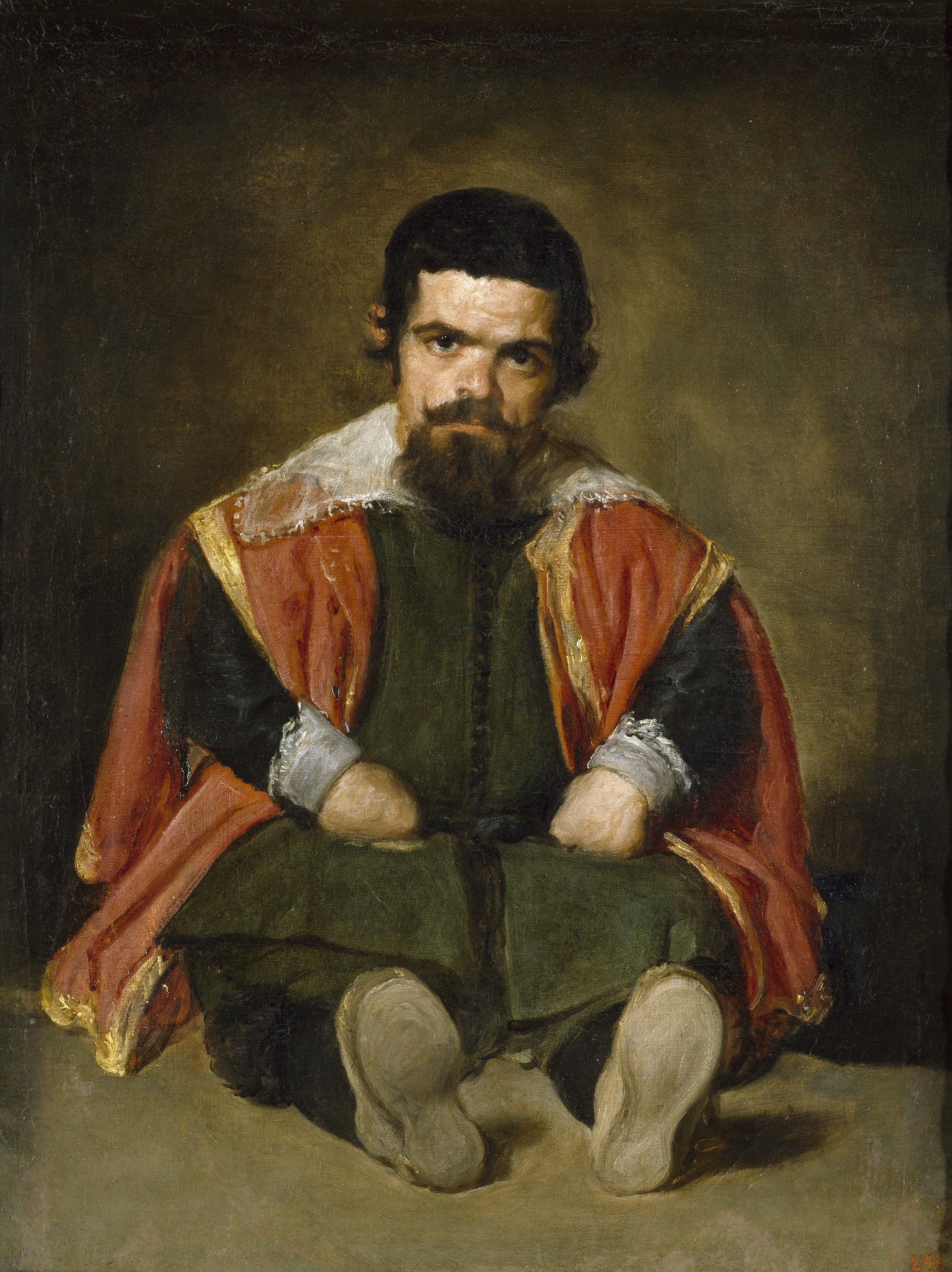
Retrato de Sebastián de Morra (1644) de Diego Velázquez.
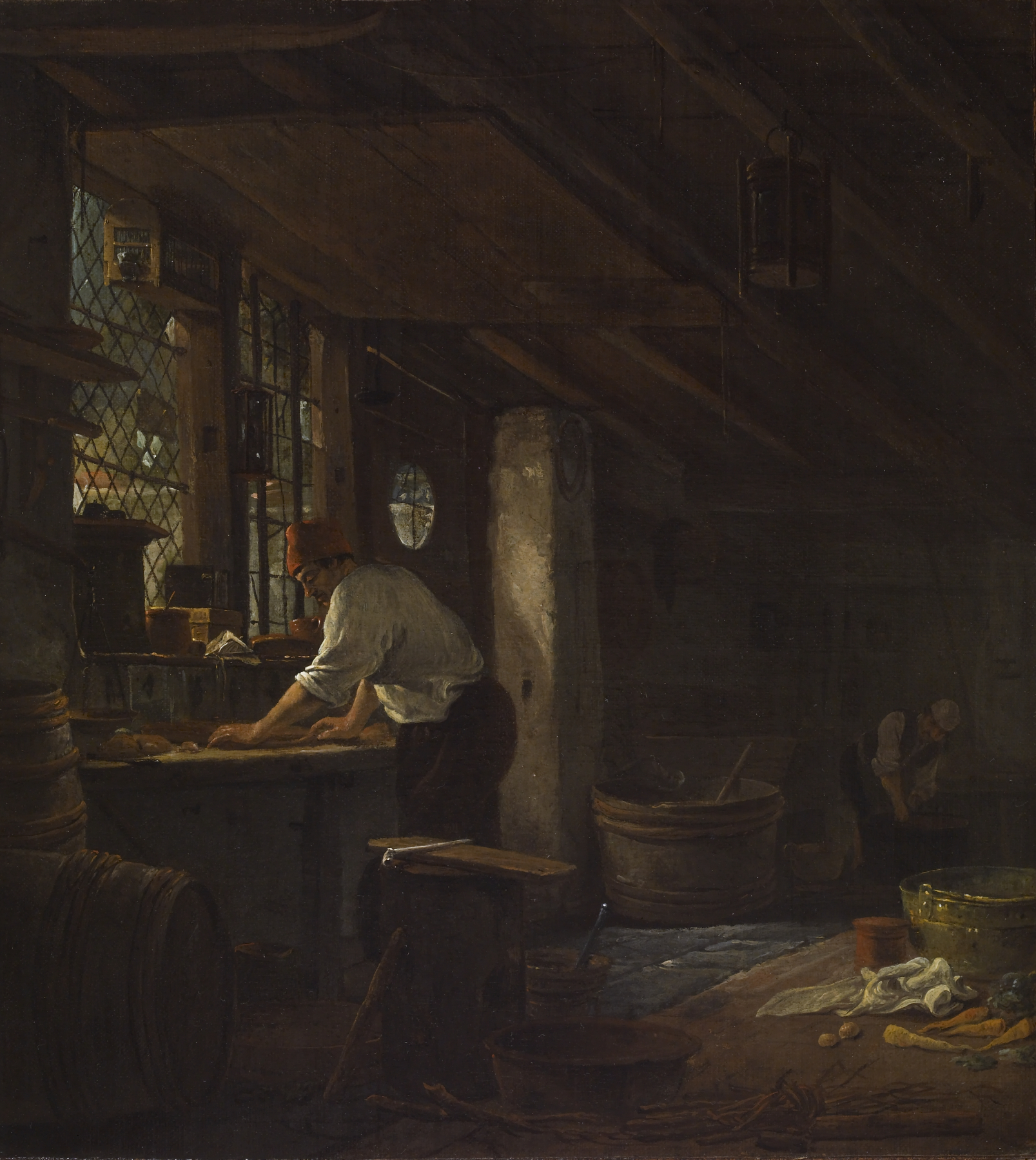
Interior de cocina (aprox. 1650-1670) de Thomas Wijck.
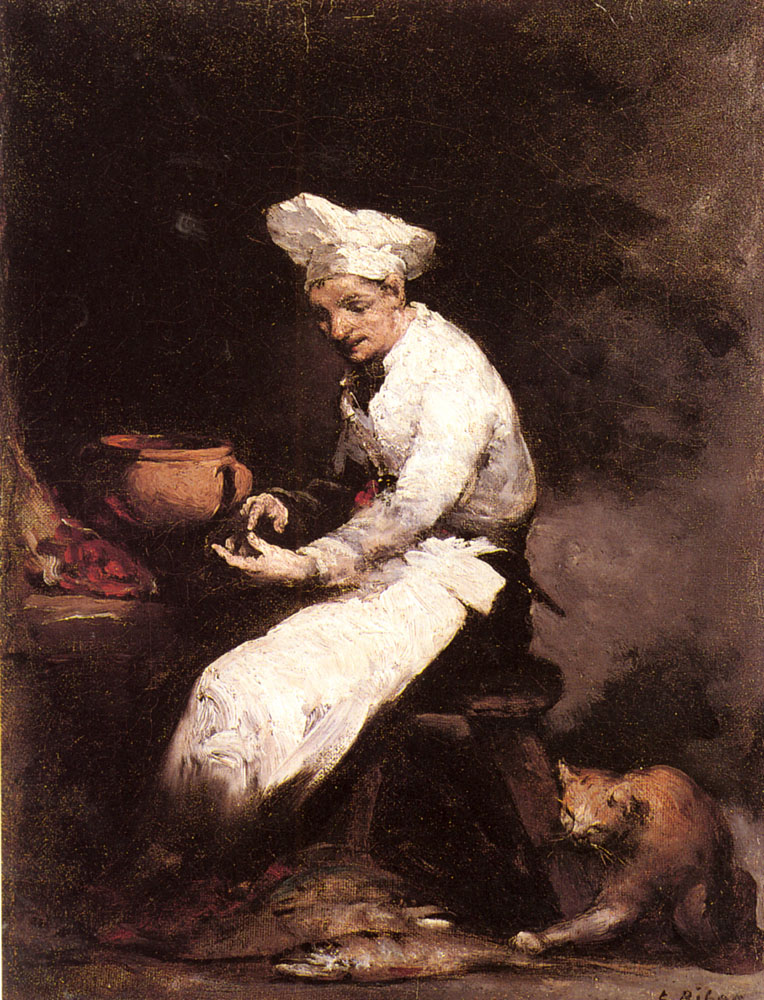
El cocinero y el gato (sin fecha) de Théodule Ribot.

## Procedencia
El cuadro fue donado por el amigo íntimo de Lautrec y comerciante de arte Maurice Joyant (1864-1930) al Museo Toulouse-Lautrec en 1914 y se expuso por primera vez en 1931. En la literatura, el título suele acortarse a Toulouse-Loutrec cocinando.

## Otras obras de Vuillard plasmando sus estancias en Les Relais

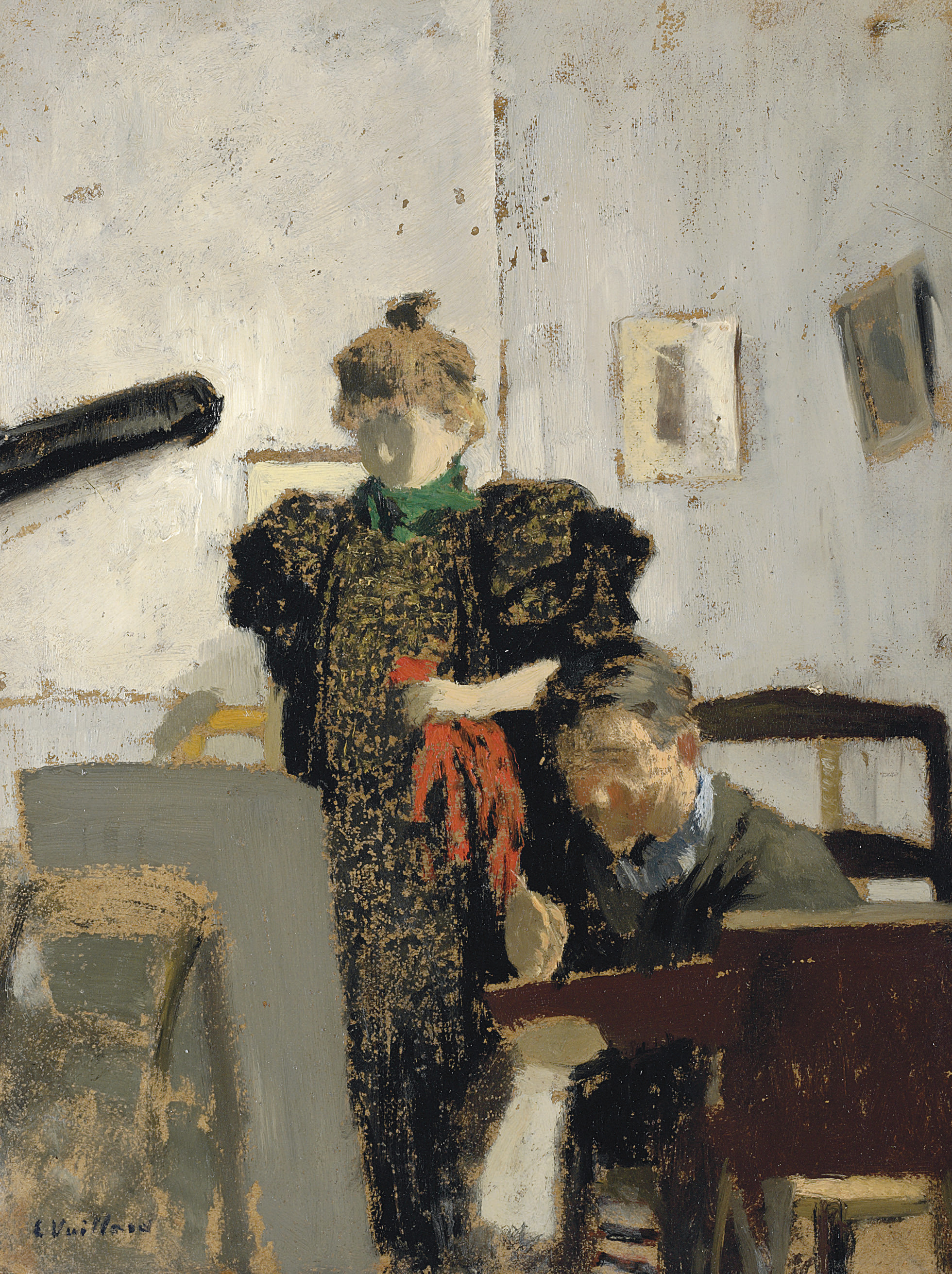
Vallotton en casa de Natanson (1897).
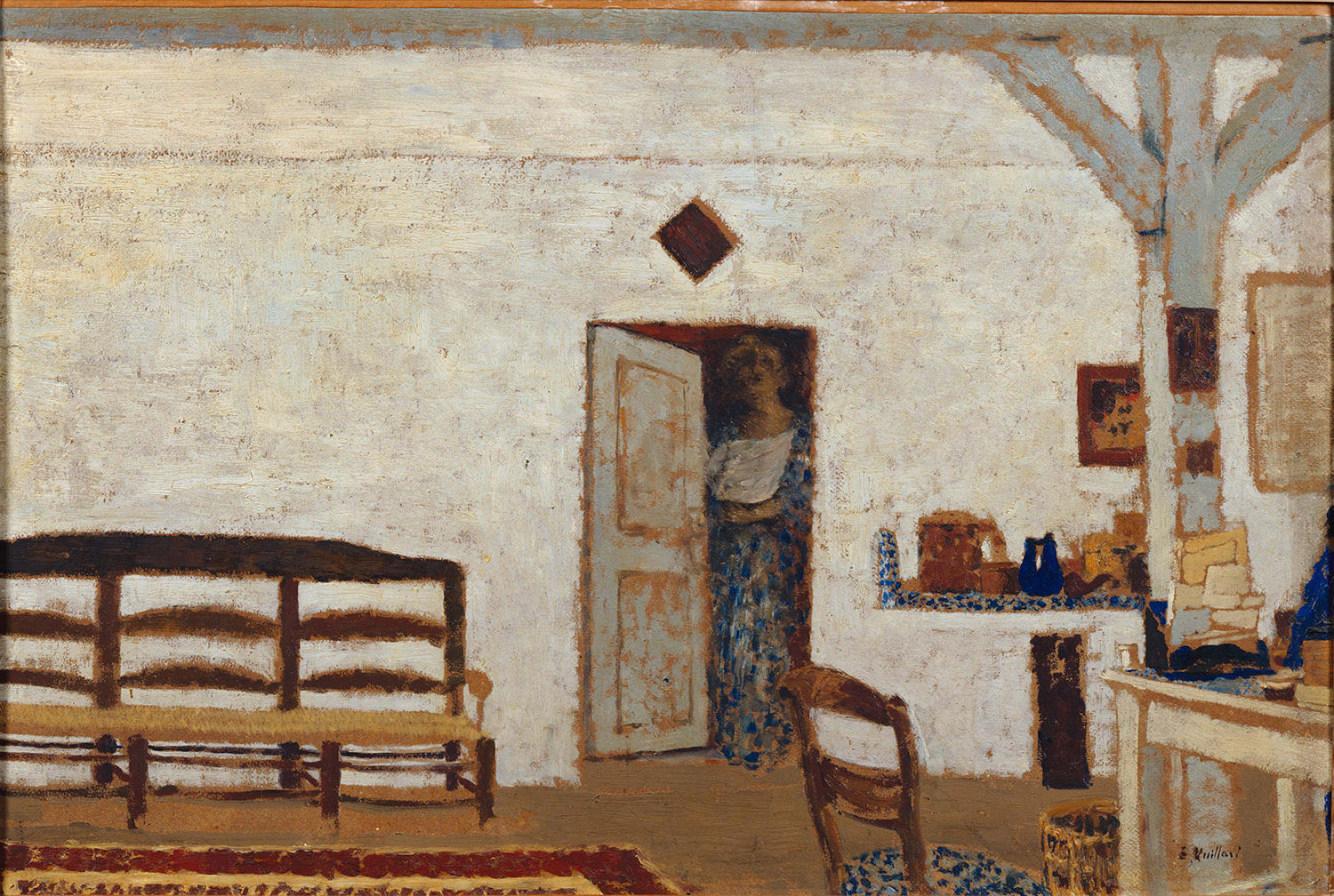
Misia en Villeneuve-sur-Yonne (1898).
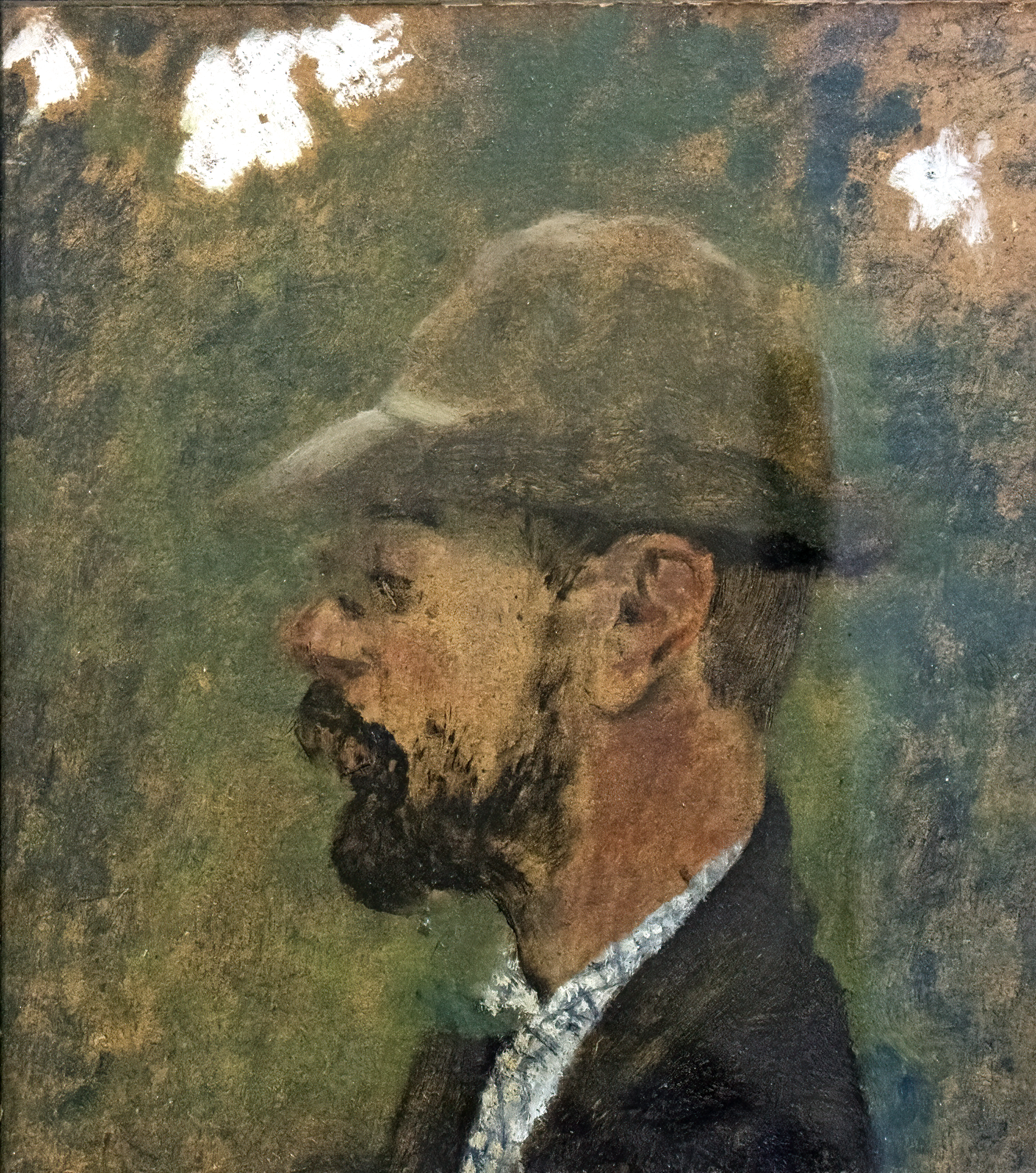
Perfil de Toulouse-Lautrec (1898).
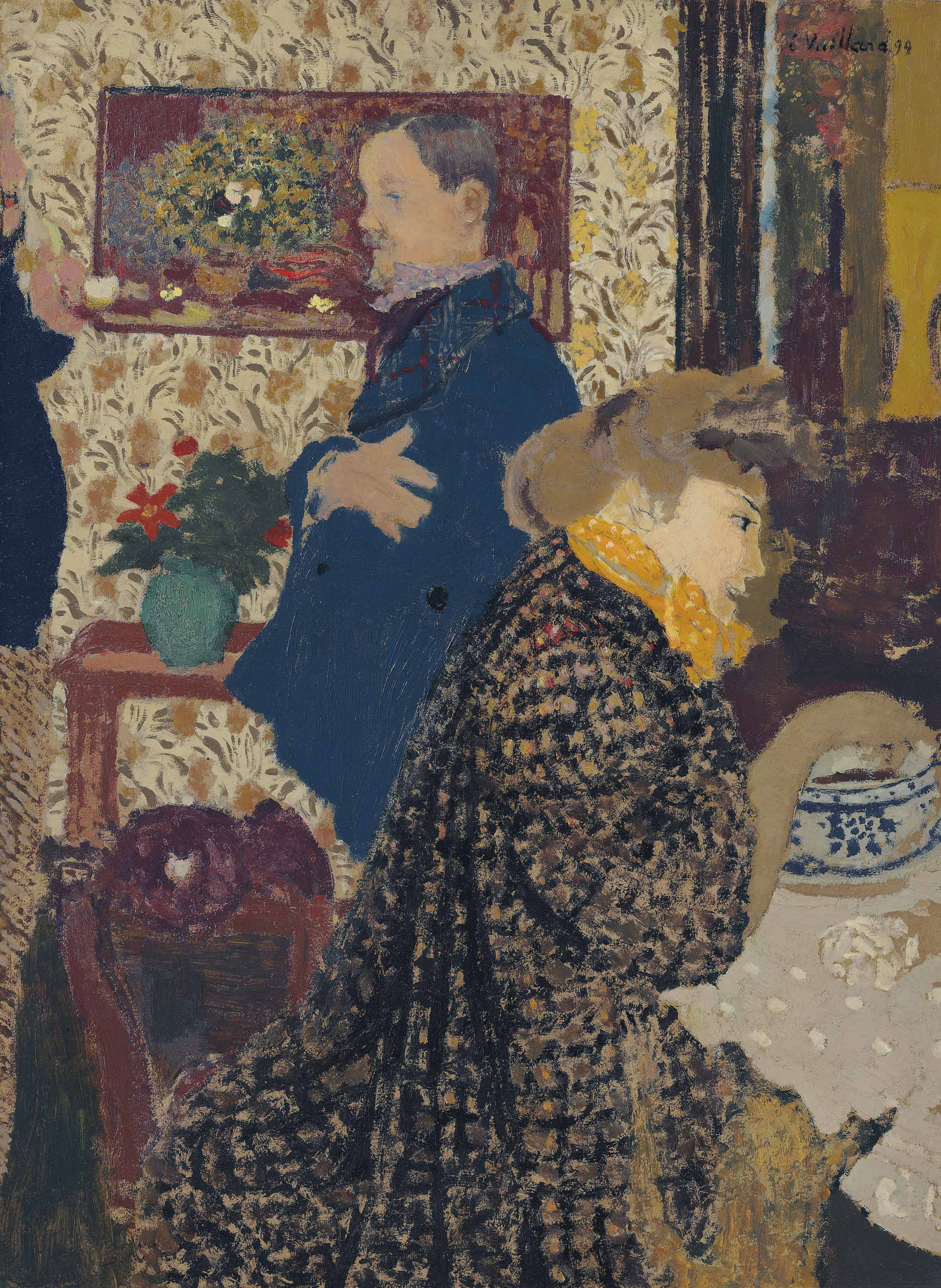
Misia y Vallotton en el comedor de Villeneuve (1899).